# Zespół Klippla-Feila
Zespół Klippla-Feila, wrodzona krótka szyja (również często spotykane niepoprawnie: zespół Klippel-Feila, łac. brevicollis, syndroma Klippel-Feil, ang. Klippel-Feil syndrome) – zespół wad wrodzonych układu kostnego polegająca na zrośnięciu dwóch lub więcej kręgów szyjnych albo na zmniejszonej ich liczbie. 

## Etiologia
Zespół Klippla-Feila jest zespołem wad wrodzonych występującym na ogół sporadycznie, chociaż notowano autosomalne dominujące i autosomalne recesywne rodzinne występowanie choroby. Zespół może wchodzić w skład asocjacji MURCS. Opisano również występowanie wad kręgów szyjnych w zespole Goldenhara i alkoholowym zespole płodowym.

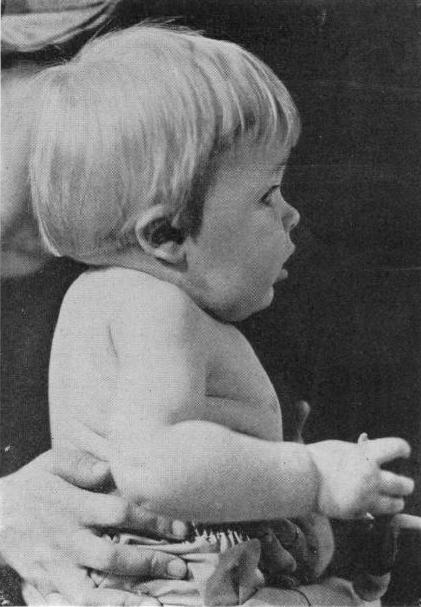
Dziecko z zespołem Klippla i Feila. Widać charakterystyczne skrócenie szyi

## Objawy i przebieg
Osoby z zespołem Klippla-Feila charakteryzuje niska ruchomość szyi oraz jej skrócenie, niska linia włosów z tyłu głowy, skrzywienie kręgosłupa, niesymetryczna twarz. Często obserwuje się także wady serca, nerek, narządów płciowych, kończyn, ośrodkowego układu nerwowego. 
Maurice Klippel oraz Andre Feil w 1912 roku jako pierwsi opisali zespół nazwany później na ich cześć. Feil podzielił zespół na trzy typy:
- typ I — następuje zrośnięcie kręgosłupa szyjnego
- typ II — zrośnięcie występuje tylko w jednym lub dwóch kręgach
- typ III — typ I lub II wraz z wadami odcinka piersiowego lub lędźwiowego kręgosłupa.

Leczenie zespołu Klippla-Feila jest objawowe i może obejmować chirurgię, która mogłaby pomóc przy szyjnej lub czaszkowoszyjnej niestabilności oraz ucisku na rdzeń kręgowy, a także aby poprawić skoliozę. Fizjoterapia także może być przydatna.
Rokowanie dla większości osób z zespołem Klippla-Feila jest dobre, pod warunkiem wczesnego i właściwego rozpoczęcia leczenia. Czynności, które mogłyby spowodować uszkodzenie szyi powinny być unikane.
Sugerowano, że na zespół Klippla-Feila cierpiał faraon Tutenchamon z XVIII dynastii, ale późniejsze prace nie potwierdziły tych przypuszczeń.